# 이태영
이태영(李兌榮, 1914년 8월 10일 ~ 1998년 12월 17일)은 대한민국의 변호사이자 사회운동가이다. 호(號)는 백인당(百人堂). 한국 최초의 여성 변호사이며, 한국가정법률상담소를 세우고 여성에 대한 불평등과 가정폭력 상담 해결, 유교적 인습에 저항하였다.
1932년 이화여전 가사과에 입학하여 4년 후 수석으로 나왔다. 1946년 33세로 서울대학교 법과대학에 입학하여 1949년에 학사 학위를 받았다. 1952년 제2회 고등고시 사법과에 합격하였으나 당시 이승만 대통령의 반대로 판사에 임용되지 못하고 변호사로 개업했다.
그녀의 유해는 대한민국 서울특별시 동작구 동작동 국립서울현충원에 안장되어 있다.

## 생애

### 젊은 시절

#### 출생과 초기 활동
이태영은 1914년 평안북도 운산군 북진읍에서 이흥국과 김흥원의 딸로 태어났다. 위로 이태윤, 이태흡 등의 형제가 있었다. 탄광을 운영하던 아버지 이흥국은 그녀가 첫돌을 겨우 넘겼을 때 사고로 인해 사망하였고 어려운 환경에서 성장했다. 그의 어머니 김흥원은 어려운 집안 살림을 혼자서 꾸려가야 했지만, "아들 딸 가리지 않고 공부 잘 하는 아이만 끝까지 뒷바라지하겠다"면서 딸 이태영을 두 아들과 평등하게 가르쳤다
1931년 평양 정의여자고등보통학교를 졸업하고 그 해 모교인 평양 정의여보고의 교사가 되어 교사생활을 하였다. 그 후 평양여자고등보통학교로 부임하였다. 평양여고보 교사 재직 중 평안북도 출신 독립운동가 겸 기독교 운동가 정일형과 만나 결혼했다. 정일형은 후일 미군정의 관료로 있다가 해방 후 정치에 투신했으며, 정치인 이윤영의 친척이었다.

#### 결혼과 대학 재학
이윤영의 주례로 결혼을 올린 뒤 정일형의 집이 있는 경성에서 생활하였다. 남편 정일형은 아내의 학업을 지지했고, 덕분에 이태영은 1932년 이화여전 가사과에 입학한 후 수석으로 졸업할 수 있었다. 졸업 후 이태영은 "당신이 하고 싶어하는 법률 공부를 하라."는 정일형의 격려를 받으며 1946년 33세에 서울대 법대에 입학하면서 서울대 역사상 최초의 여대생이 되었다.
이태영은 손수 가방을 두 개 들고 다닐 정도로 열심히 공부하여 1949년 서울대 법대를 졸업하였다. 이어 서울대 대학원 법학과에 진학한다. 한편 1948년 이후 다시 그녀는 고향에 가지 못했고 오래도록 고향을 그리워했다 한다. 임종 전에도 그녀는 '고향인 평북 운산군 북진읍 뒷동산에 있는 어머니 묘소를 꼭 가보고 싶다.'고 회상했지만 꿈은 이루지 못하고 만다.

### 호주제 폐지와 가족법 개정 운동, 정치 활동

#### 사법시험 합격과 법조 활동
1952년에 치러진 제2회 고등고시 사법과에 합격, 사법시험 역사상 첫 여성 합격자가 되었다. 당초 김병로 대법원장은 이태영의 판사 임명 제청을 건의했지만 야당 인사 정일형의 아내라는 사실과 봉건적 여성관으로 인해 대통령 이승만은 이를 거부하였다. 이태영은 판사 대신 변호사 개업을 하여, 대한민국 최초의 여성 변호사가 된다. 김병로는 여러 번 건의했으나 아직 여성 판사는 시기상조라는 이승만의 거부로 실패하고 말았다. 그해에 이태영은 변호사 사무실을 개소하고 변호사로 활동했다. 1957년 서울대학교 대학원을 졸업하고 법학석사 학위를 받았으며, 1969년 서울대학교 대학원에서 법학박사 학위를 받았다.
1952년부터 각종 청원서와 진정서를 통해 가족법개정운동을 시작하였다. 그가 변호사 사무실을 개업하자, 최초의 여자 변호사라는 점 때문에 '법과 인습에 눌려 우는' 여성들이 찾아와서 억울함을 호소했는데, 이를 계기로 1956년 여성법률상담소(현재 한국가정법률상담소)를 열었다. 이후 30여 년간 "법조계 초년생이 뭘 안다고 법을 고치려 하느냐", "쓸데없이 분란을 일으킨다"라는 법조계의 비난과 싸워가며 가족법 개정 및 호주제 폐지와 동성동본 금혼령 폐지를 위해 힘썼다. 1952년부터 각종 청원서와 진정서를 법원에 제출하여 가족법 개정 운동을 시작했다. 처음에는 호주제 폐지와 동성동본 금혼령 폐지로 시작하여 점차 범위가 확장되었다. 이어 그는 가족법 개정 운동을 주도하여 여성운동가들과 함께 이를 이끌게 된다.

#### 호주제 폐지 운동

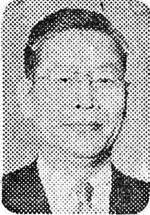
남편 금연 정일형(1960년경)

1952년부터 그는 호주제도가 국민 개개인의 평등권에 위배된다는 점과 수직적이고 위계적인 관계를 조장한다는 점을 지적하여 매번 위헌 심판과 헌법 소원을 청구하였다. 또한 호주제도가 호주가 사망하면 장남으로 상속되어, 어머니나 누나 등의 가족도 장남보다 위계서열이 낮다는 점도 문제점으로 지적, 제기하였다. 그의 호주제도에 대한 위헌심판이나 헌법소원은 초기에는 법원에 채택조차 되지 않았다. 그러나 계속적으로 청구한 결과 법원에서 그의 호주제 위헌 심판 청구와 호주제에 대한 헌법소원을 받아들이기는 했지만 번번히 기각시켰다. 그는 호주제는 호주승계 순위를 장남→기타 아들→미혼의 딸→처→어머니→며느리 순으로 정해 놓아 아들 선호를 조장하였고 가족 서열을 문란하게 만든다고 주장했다. 아들을 1순위로 하는 호주승계제도는 아들이 딸보다 더 중요하다는 관념과 아들이 어머니나 누나보다도 상위 개념에 놓이는 악습이라고 지적했다.
비록 그녀의 생전에는 호주제 폐지를 보지 못했지만 이후의 여성운동가들의 꾸준한 동참으로 결국 1999년 5월 여성단체연합의 주도로 호주제폐지운동본부가 발족되고, 바로 대한민국의 여성단체들이 유엔 인권이사회에 호주제도의 인권침해성에 대한 이견을 제기, 그해 11월 5일 호주제도의 불합리성을 지적하여 폐지 권고 결의가 나왔으며, 2000년 9월 22일 호주제 폐지를 위한 시민연대가 발족하여, 호주제 폐지 국회 청원이 시작되었다.
2003년 1월 9일 여성부는 호주제 폐지 및 '가족별 호적편제'도입 방안을 추진하였고, 2월 16일 참여정부 대통령직 인수위원회는 호주제 폐지를 ‘12대 국정과제’로 선정하였다. 2003년 9월 4일 법무부는 호주제 폐지 민법 개정안을 입법예고하였고, 같은 해 11월 20일 헌법재판소의 호주제 첫 공개변론이 시작되었다. 헌법재판소는 5차에 걸친 공개변론 후, 2월 3일 호주제 규정 민법 781조 1항 및 778조의 헌법불합치를 판결내렸다. 이로서 2005년 3월 2일 호주제 폐지를 골간으로 하는 민법 개정안이 국회를 통과하였다. 그가 호주제 폐지 주장을 시작한지 51년만에 호주제에 대한 수정이 시작되고, 그가 폐지운동을 시작한지 53년만에 호주제는 완전히 폐지되었다.

#### 여성, 가족문제 상담 활동
1962년 가정법원 설치 운동을 시작, 그 해 정부에 가정법원 설치를 제안하였으며 1년만인 1963년 가정법원을 기존의 법원에서 독립적으로 설치하는데 핵심적인 역할을 하였다. 1963년 이화여자대학교 법정대학 교수가 되어 1971년까지 근무하였으며 법학 외에 여성 참정권 등의 과목도 개설하여 가르쳤다. 1963년 서울가정법원 조정위원의 한 사람으로 위촉되어 1977년까지 역임하였으며, 이후 이화여대 법정대 교수 겸 법대 학장이 되어 1971년까지 재직했다.
1966년 8월 여성법률상담소를 사단법인으로 등록하면서 가정법률상담소로 이름을 바꾸고, 여자 외에도 가정폭력에 희생되는 남자 피해자들도 구제하기 시작하였다. 또한 가족법 관련 상담과 이혼 관련 상담, 가정폭력 피해자 구제 등 남녀 모두의 권익을 위한 인권운동을 하였다. 1976년에는 한국가정법률상담소로 다시 이름을 바꿔 공익법인이 되었다. 그가 평생의 과제로 생각한 것은 ‘여권운동은 인권운동과 맥락을 같이한다’는 신념하에 이루어야 할 여성권익 향상을 위한 여성운동이었다. 그의 운동은 호주제 폐지, 이혼 때 재산분할청구권과 부모친권, 동성동본불혼제 등의 '가족법 개정'이 중심이 되어야 한다고 역설하였다. 그의 오랜 노력은 1989년 가족법 개정으로 나타났다.
또한 여성 운동에도 참여하여 이우정, 공덕귀 등과 함께 여성 인권 운동, 여성 노동자 구제 활동에도 참여하였다. 그밖에 범여성가족법개정촉진회 회원, 세계여자변호사회 회원으로도 위촉되었고, 범여성가족법개정촉진회 부회장에 선출되기도 했다. 가족법 개정 운동과 여성 운동 외에도 이승만, 박정희 독재 정권에 저항하다가 구속된 사람들의 무료 변호와 무료 변론을 서주기도 했다.

#### 정치활동과 가족법 개정 운동
1970년 서울가정법원 조정위원, 국제법률구조연합회 이사가 되고 같은 해 국제법률구조연합회 부회장에 선출되었으며, 가정법원 조정위원으로 재직 중 1971년 신민당에 입당하였다. 동년 〈법을 통한 세계평화센터〉로부터 법을 통한 세계 평화상을 받았다. 1973년 세계여자변호사회 부회장 등을 역임하였다. 남편인 정일형 등과 함께 1974년 11월 민주회복 국민선언에 참여하였고, 1976년 3·1 민주선언 서명에도 적극 참여하고 수많은 민주화 유공자들을 법적으로 변호하였다. 1970년대 중반 이후로는 여성권익 연구와 여성운동에 주력하여, 1989년 가족법 개정의 발판을 마련하였다. '가족법 개정운동'을 추진하여 이혼녀의 재산분할 청구권 인정과, 기존의 친척 관계를 모계·부계 혈족을 모두 8촌 이내로 축소할 것을 요구했다. 그밖에 호주제 폐지, 부모친권, 동성동본 결혼금지 제도의 폐지 운동을 주관하였다. 동성동본 금혼령 폐지와 친족 범위를 8촌 이내로 축소하는 안을 발표하자 보수적 성리학자들은 그가 인륜을 어지럽힌다고 맹공격했다. 1976년 명동3·1사건에 참가했다. 그해인 1977년 실형을 받아 변호사 자격을 박탈당하였다. 이후 여성운동에 전념하던 중 1980년 복권되어 변호사 자격을 돌려받았다.

### 생애 후반

#### 전두환, 노태우 정권 시절
1980년에 김대중 내란 음모사건 당시 증인으로 김대중을 변호하기도 했다. 1981년 국제법률가위원회 위원이 되었다. 1981년에는 미국 뉴저지 드류대학에서 명예법학박사학위를 받았다. 1986년 가사심판법 기초위원이 되고 그해 세계여자변호사회 부회장에 재선되어 1996년까지 재직했다. 1987년 대통령 선거때는 김영삼과 김대중이 분열하자 김대중을 지지했으나 낙선하였다. 이후 노태우 정권 출범 이후에도 여성단체의 지도자로 활동하며 여성주의 운동 후배 양성에 힘을 쏟았다.
1988년 2월 노태우 정부 출범 이후에는 본격적으로 여성의 계몽, 강연 활동을 다니며 여성들이 적극적으로 여성 스스로 목소리를 낼 것과 부당한 인습에 저항할 것을 호소하였다.
1989년 1970년대부터 10년 넘는 요구 끝에 대법원에서 이혼녀 재산분할청구권을 인정 판결과 모계·부계 친족의 범위를 8촌으로 인정하였으며, 1988년에는 동성동본 결혼 금지 조항을 폐지시켰다. 저서로 《한국이혼제도연구》‧《차라리 민비를 변호함》‧《가족법개정운동 37년사》 등과 유고집 《정의의 변호사가 되라 하셨네》 등이 있으며 그밖에 몇권의 역서들도 있다.

#### 은퇴와 사망
1991년 서울대학교 동문회로부터 제1회 자랑스러운 서울대인으로 선정되었다. 1995년 가정법률상담소장 직은 사위 김흥한(金興漢)에게 물려주고 은퇴하였으며 알츠하이머병에 걸렸다.
만년에는 치매로 오래도록 고생하다가 1998년 12월 17일 오전 11시경 서울 서대문구 봉원동 자택에서 치매와 노환 등의 합병증으로 인해 향년 84세로 세상을 떠났다.

### 사후
사후 서울특별시 동작구 동작동 산44-7 국립서울현충원 내 제1유공자묘역의 남편 정일형의 묘소에 합장되었다. 장남 정대철과 손자 정호준이 서울 중구 국회의원을 지냈다.

## 학력
- 1931년 정의고등보통학교 졸업
- 1936년 이화여자전문학교 가사과 졸업
- 1949년 서울대학교 법과대학 학사
- 1957년 서울대학교 대학원 법학 석사
- 1969년 서울대학교 대학원 법학 박사

## 경력
- 1952년 : 제2회 고등고시 사법과 합격
- 1954년 : 한국 YMCA 전국연맹 이사
- 1956년 : 여성법률상담소 설립[5]
- 1963년 : 이화여자대학교 법학과 교수 겸 법정대학 학장
- 1974년 : 민주회복국민선언 참가
- 1976년 : 여성백인회관 건립
- 1977년 : 3.1민주구국선언 참가
- 1984년 : 가족법 개정을 위한 여성연합회 회장
- 1986년 : 국제법률가 위원회 위원장
- 1995년 : 한국가정법률상담소 명예 이사장

## 상훈
- 1971년: 제1회 법을 통한 세계평화상
- 1975년 막사이사이상
- 1982년: 유네스코 인권교육상
- 1984년 국제변호사협회 국제법률봉사상
- 장한어머니상
- 법률문화상
- 1989년 브레넌 인권상
- 1990년 국민훈장 무궁화장
- 1990년 3‧1문화상
- 제3회 세계법률구조상
- 세계감리교 평화상
- 1991년 제1회 자랑스런 서울대인으로 선정

## 저서
저서로는 《한국 이혼제도 연구》, 《가정법률상담실기》, 《정의의 변호사가 되라 하셨네》 등이 있으며 그 밖에 20권의 저서와 번역서 등이 있다.
- 《가정법률상담실기》(1958)
- 《한국 이혼제도 연구》(1969)
- 《북한의 여성생활》
- 《여성으로 태어나서》
- 《여성운동사》
- 《현대여성의 모럴》
- 《여성을 위한 법률상식》(1972)
- 《쪽박으로 한강물을》(1985)
- 《차라리 민비를 변호함》
- 《나의 만남 나의 인생》(1991)
- 《가족법개정운동 37년사》(1992)
- 《북한 여성 연구》
- 《정의의 변호사가 되라 하셨네》

## 가족 관계
- 아버지 : 이흥국 (? ~ 1916년)
- 어머니 : 김흥원
  - 오빠 : 이태윤
  - 오빠 : 이태흡
  - 배우자 : 정일형 (鄭一亨, 1904년 2월 23일 ~ 1982년 4월 25일)
    - 장녀 : 정진숙 (鄭進淑, 1937년 ~ )
    - 사위 : 김흥한 (金興漢, 1924년 11월 18일 ~ 2004년 1월 19일)
    - 차녀 : 정선숙 (鄭善淑, 1939년 ~ )
    - 사위 : 김의재 (金義在, 1938년 ~ )
    - 3녀 : 정미숙 (鄭美淑, 1942년 ~ )
    - 사위 : 심철 (沈哲, 1940년 ~ ) - 심상준 (沈相俊, 1917년 ~ 1991년)의 아들
    - 장남 : 정대철 (鄭大哲, 1944년 1월 4일 ~ )
    - 자부 : 김덕신 (金德信, 1946년 ~ )
      - 손자 : 정호준 (鄭皓駿, 1971년 2월 19일 ~ )
      - 손자 : 정세준 (鄭世駿, 1980년 ~ )

## 기타

### 여성 구제 및 가정폭력 비판
1956년 가정법률상담소를 창설하면서 그는 법률 지식이 부족한 여성과 어린이, 청소년들과 상담을 통해 가정에서 당하는 불이익을 최대한 줄이고 이들을 보호하는 활동을 전개했다. 또한 가정폭력과 아동 학대는 명백한 범죄임을 계속 호소하였다. 그는 어린이와 청소년도 인격과 인권을 가진 인간이며 함부로 폭력을 행사해서는 안됨을 오래도록 역설했다. 1970년대에는 홍보와 강연 활동 외에 자신의 사재까지 털어서 1976년 여성백인회관을 건립하는데 투자하였다.

### 에피소드
- 남편 정일형은 신학교 교수로 근무하던 1942년에 강의에서 "일본이 태평양전쟁에서 이길 확률은 희박하다"라고 했는데, 이것이 국가원수모독죄가 되어서 감옥에 끌려갔고, 이에 이태영은 생계를 꾸리기 위해 이불 장사를 했다. 이때 가위의 날이 잘 들지 않아 "날이 잘 드는 가위 하나만 있었으면…"하는 것이 이태영의 소원이었다고 한다. 해방 이후 이태영에게 이 이야기를 들은 정일형은 외무부 장관 업무 및 국제의원연맹 참가 차 외국에 갈 때마다 가위를 하나씩 사서 이태영에게 "어려운 때를 잊지 말고 살자"라는 말과 함께 선물했다고 한다.
- 1980년에 김대중 내란 음모사건 재판 당시 증인으로 출석하여 김대중의 결백을 주장했다. 당시 군 검사관이 증언을 제지하자 이태영은 그의 면전에 대고 "눈이 나빠 사람을 똑바로 보지 못하면 안경을 하나 더 끼우고 사람을 똑바로 보시오! 지금 자신이 무슨 짓을 하고 있는지 생각해보란 말이오! 자식들한테 부끄럽지도 않소?"라고 호통을 쳤고, 방청석에서는 박수갈채가 쏟아졌다고 한다.
- 해방 이후에도 악녀의 대명사로 몰렸던 명성황후를 변호하는 글과 칼럼을 쓰기 시작하였다. 그 뒤 명성황후 관련 자료를 모아 《차라리 민비를 변호함》이라는 책을 내기도 했다.

## 같이 보기
- 이화여자대학교
- 호주 제도
- 호적법
- 정일형

## 참고 자료
- 임형두 편집위원 (2007년 1월 18일). “<볼록거울> 이태영 여사와 법조 '女風시대'”. 연합뉴스. 2007년 12월 1일에 확인함.[깨진 링크(과거 내용 찾기)]
- 임옥경 (1999년 1월 1일). “정대철 부총재 등 이태영 여사 자녀들이 말하는 '어머니 3년 투병기' - “말년에는 거의 사람을 못 알아보셨어요””. 신동아. 2005년 3월 6일에 원본 문서에서 보존된 문서. 2007년 12월 1일에 확인함.
- 《좋은 생각》2000년 3월호, 오늘의 만남: 이태영(1914-1998) '운명의 별은 당신 가슴에 있습니다.', p. 42
- 이태영, 《나의 만남, 나의 인생》 (정우사, 1991)
- 이태영, 《정의의 변호사 되라 하셨네》 (한국가정법률상담소, 1999)